# 飯田有咲
飯田 有咲（いいだ ありさ、1996年8月13日 - ）は、日本のタレント。モデル、女優としても活動している。オスカープロモーション所属。千葉県柏市出身。

## 出演

### テレビ番組
- モノクラ〜ベ（2017年、BSスカパー!） - アシスタント
- カラオケ大賞（2019年 - 2020年、チバテレ） - アシスタント[1]

### テレビドラマ
- 刑事7人（2017年、テレビ朝日） - 被害者 役
- 今日から俺は!!（2018年、日本テレビ） - 飯田明恵 役[2]

### ネット配信ドラマ
- グッドモーニング・コール our campus days（2017年、Netflix）

### 映画
- めがね ときどきくもり 新訳/七つの大罪（2017年、名古屋市立大学芸術工学部 映像研究室）[3]
- 花は咲くか（2018年、東映ビデオ）
- 失恋科（2018年、長谷川徹自主制作・監督映画）[4]
- 今日から俺は!!劇場版（2020年、東宝）

### ミュージック・ビデオ
- ギルド「爆発MY HEART」ミュージック・ビデオ（2015年、Zany Zap）

### CM
- タカラレーベン「頭の体操」篇（2015年）
- 井田ラボラトリーズ「CANMAKE」（2017年 - 2018年）

### 書籍
- 進研ゼミ中学講座（2016年、ベネッセコーポレーション）
- 受験準備 My Vision（2016年、ベネッセコーポレーション） - 表紙モデル
- 別冊家庭画報 大人可愛いヘアアレンジ（2017年、世界文化社）
- 別冊家庭画報 振袖大好き！（2017年、世界文化社）
- 2018年新作 着物に似合うアップスタイル（2017年、株式会社アイメディア）
- Highway Walker 東日本版[5]（2017年、KADOKAWA）